# Ron Rifkin

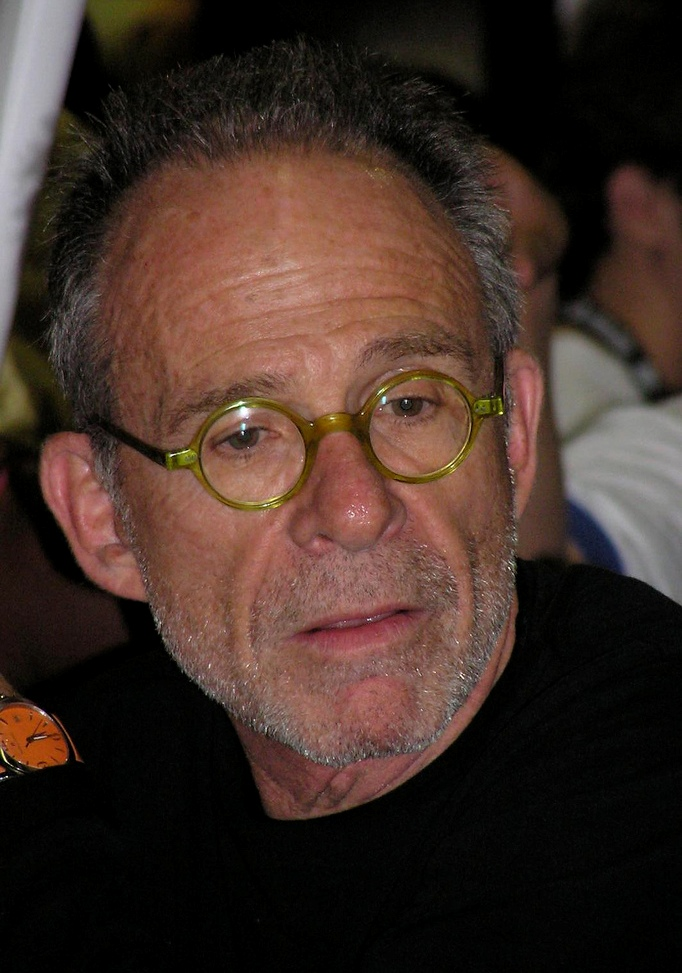
Ron Rifkin (2004)

Ron Rifkin (* 31. Oktober 1939 in New York City, New York als Saul M. Rifkin) ist ein US-amerikanischer Schauspieler.

## Leben
Ron Rifkin ist in unzähligen, meist kleineren Rollen in Film, Fernsehen und Theater in den USA aufgetreten.
Durch sein markantes Gesicht und seine guten schauspielerischen Leistungen wurde er recht schnell bekannt. 1998 gewann er schließlich den Tony Award für die beste Nebenrolle in Cabaret. Besonders bekannt wurde er durch die Fernsehserie Alias, in der er die vielschichtige Rolle des Arvin Sloane verkörpert, und durch seine Rolle als Saul Holden in Brothers & Sisters.

## Filmografie (Auswahl)
- 1969: Tote Bienen singen nicht (Flareup)
- 1972: Lautlos im Weltraum (Silent Running)
- 1975: Kojak – Einsatz in Manhattan (Kojak, Fernsehserie, Episode 3x10)
- 1975: Barnaby Jones (Fernsehserie, Episode 3x16)
- 1975–1976: Detektiv Rockford – Anruf genügt (The Rockford Files, Fernsehserie, 2 Episoden)
- 1978: Soap – Trautes Heim (Soap, Fernsehserie, 3 Episoden)
- 1980–1981: One Day at a Time (Fernsehserie, 13 Episoden)
- 1983: Falcon Crest (Fernsehserie, 9 Episoden)
- 1981: Die Erwählten (The Chosen)
- 1983: Zwei ausgekochte Gauner (The Sting II)
- 1991: JFK – Tatort Dallas (JFK)
- 1990–1992: Die Fälle der Rosie O’Neill (The Trials of Rosie O’Neill, Fernsehserie, 11 Episoden)
- 1990–1992: Law & Order (Fernsehserie, 2 Episoden)
- 1992: Ehemänner und Ehefrauen (Husbands and Wives)
- 1993: Manhattan Murder Mystery
- 1995–1996: Emergency Room – Die Notaufnahme (ER, Fernsehserie, 9 Episoden)
- 1996: Marilyn – Ihr Leben (Norma Jean & Marilyn)
- 1997: L.A. Confidential
- 1997–1998: Outer Limits – Die unbekannte Dimension (The Outer Limits, Fernsehserie, 2 Folgen)
- 1998: Verhandlungssache (The Negotiator)
- 2000: Risiko – Der schnellste Weg zum Reichtum (Boiler Room)
- 2000: Glauben ist alles! (Keeping the Faith)
- 2000: Hit Man – Mord nach Anleitung (Deliberate Intent)
- 2001: The Majestic
- 2001–2006: Alias – Die Agentin (Alias, Fernsehserie, 105 Episoden)
- 2002: Sex and the City (Fernsehserie, Episode 4x17)
- 2002: Im Zeichen der Libelle (Dragonfly)
- 2002: Alle lieben Oscar (Tadpole)
- 2002: Der Anschlag (The Sum of All Fears)
- 2006: Pulse – Du bist tot, bevor Du stirbst (Pulse)
- 2006–2011: Brothers & Sisters (Fernsehserie, 110 Episoden)
- 2010: Peep World
- 2012: Der Dieb der Worte (The Words)
- 2015–2016: Limitless (Fernsehserie, 12 Episoden)
- 2015: Good Wife (The Good Wife, Fernsehserie, Episode 6x19)
- 2016: Elementary (Fernsehserie, Episode 5x02)
- 2016: Die wahren Memoiren eines internationalen Killers (True Memoirs of an International Assassin)
- 2018: A Star Is Born
- 2018–2019: New Amsterdam (Fernsehserie, 7 Episoden)
- 2020: Minjan (Minyan)
- 2022: Funny Pages